# Росиу-ау-Сул-ду-Тежу
Росиу-ау-Сул-ду-Тежу (порт. Rossio ao Sul do Tejo) — район (фрегезия) в Португалии, входит в округ Сантарен. Является составной частью муниципалитета Абрантиш. По старому административному делению входил в провинцию Рибатежу. Входит в экономико-статистический субрегион Медиу-Тежу, который входит в Центральный регион. Население составляет 2227 человек на 2001 год. Занимает площадь 6,61 км².
Покровителем района считается Дева Мария (порт. Maria).